# Scherpe fijnstraal
Scherpe fijnstraal (Erigeron acer, synoniem: Erigeron acris) is een tweejarige plant, die behoort tot de composietenfamilie (Asteraceae). De soort komt voor in Europa. Scherpe fijnstraal staat op de Vlaamse Rode Lijst planten als kwetsbaar.

## Beschrijving
De plant wordt 20–50 cm hoog en vormt een bladrozet met lancetvormige bladeren. Ze bloeit van juni tot in augustus. Scherpe fijnstraal heeft een meestal donkerrode stengel, die ruwbehaard, maar naar boven zacht behaard en trosvormig vertakt is. De bladen zijn langwerpig, stomp, ruwbehaard, gaafrandig, ze staan vrij ver uiteen en de onderste zijn in een steel versmald. De takken dragen ieder meestal één bloemhoofdje. Deze vormen samen een losse, onregelmatige schermvormige pluim. De 6–14 mm brede bloemhoofdjes hebben draaddunne lintbloemen, die ongeveer even lang zijn als de omwindselblaadjes. De vruchtbodem is vlak en naakt. De vruchtjes zijn nootjes met vruchtpluis.

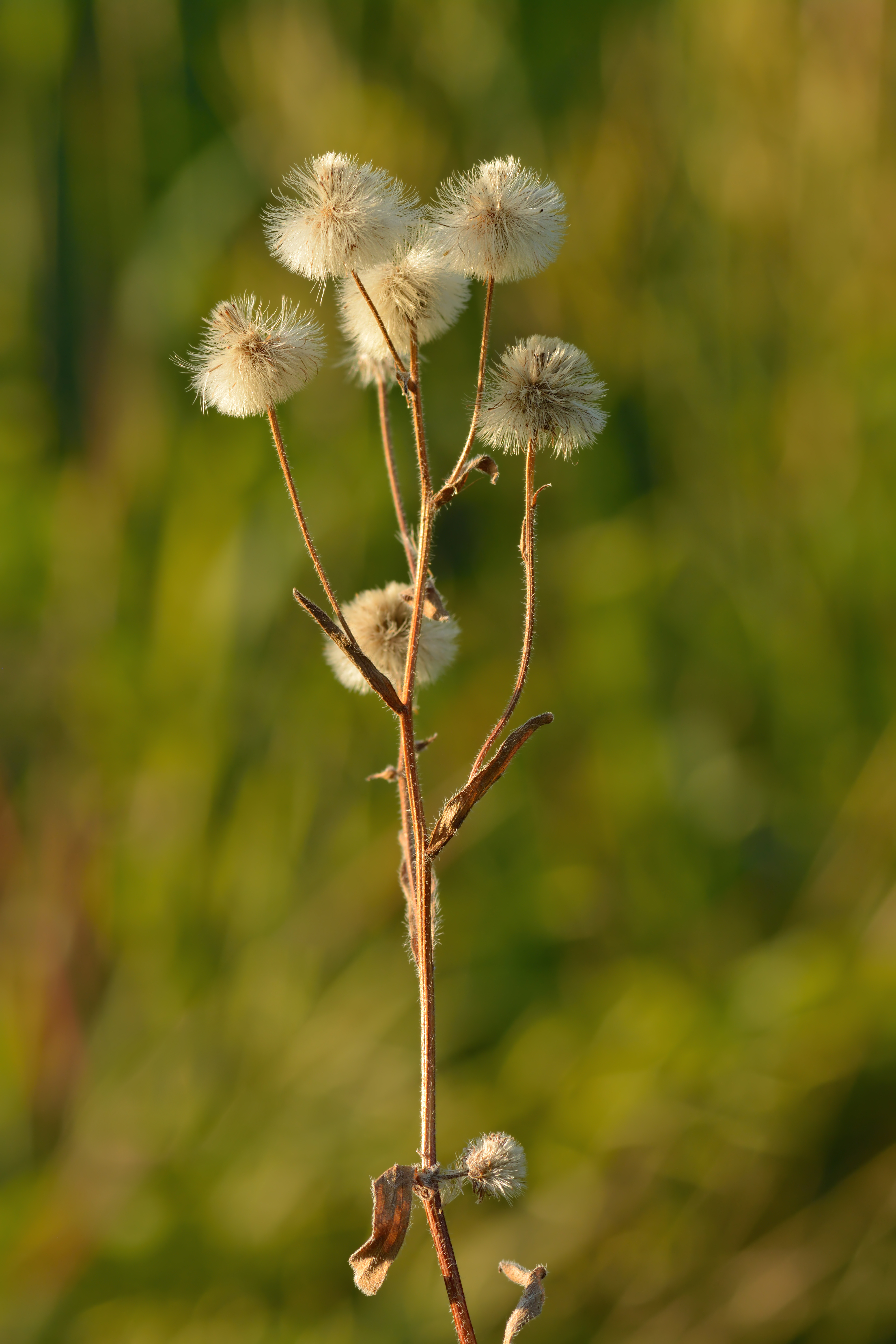
vruchtpluis

## Ecologie
Scherpe fijnstraal komt voor op open, matig voedselarme droge en stenige plaatsen zoals bermen, duinen, dijken, muren, spoorwegterreinen en steengroeves. 

### Plantengemeenschap
Scherpe fijnstraal is een kensoort voor het verbond van droge, kalkrijke duingraslanden (Polygalo-Koelerion), een groep van plantengemeenschappen van soortenrijke droge graslanden op kalk- en voedselrijke zeeduinen.

## Verspreiding
In Nederland is ze vrij algemeen in de duinen en rond Amsterdam, daarbuiten zeldzaam. In België is de plant vrij zeldzaam in de kuststreek en in Lotharingen, elders zeer zeldzaam en achteruitgaand.